# Křovinář kostkovaný

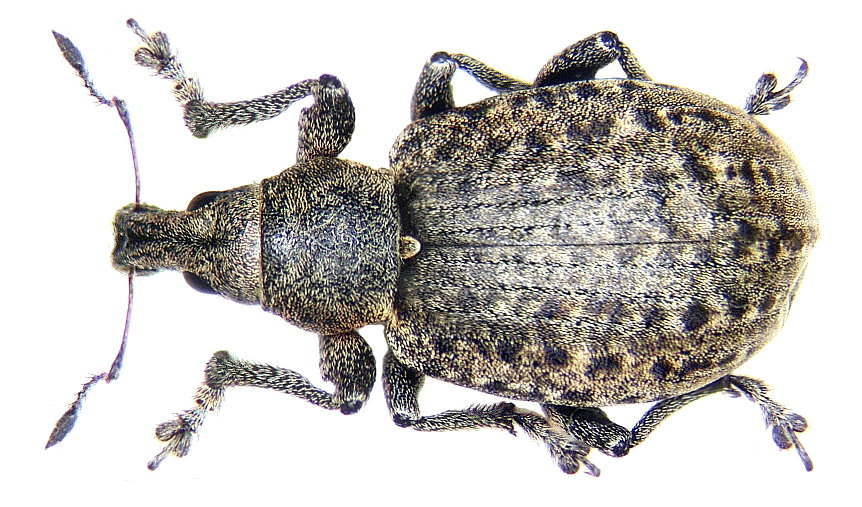
Pohled seshora

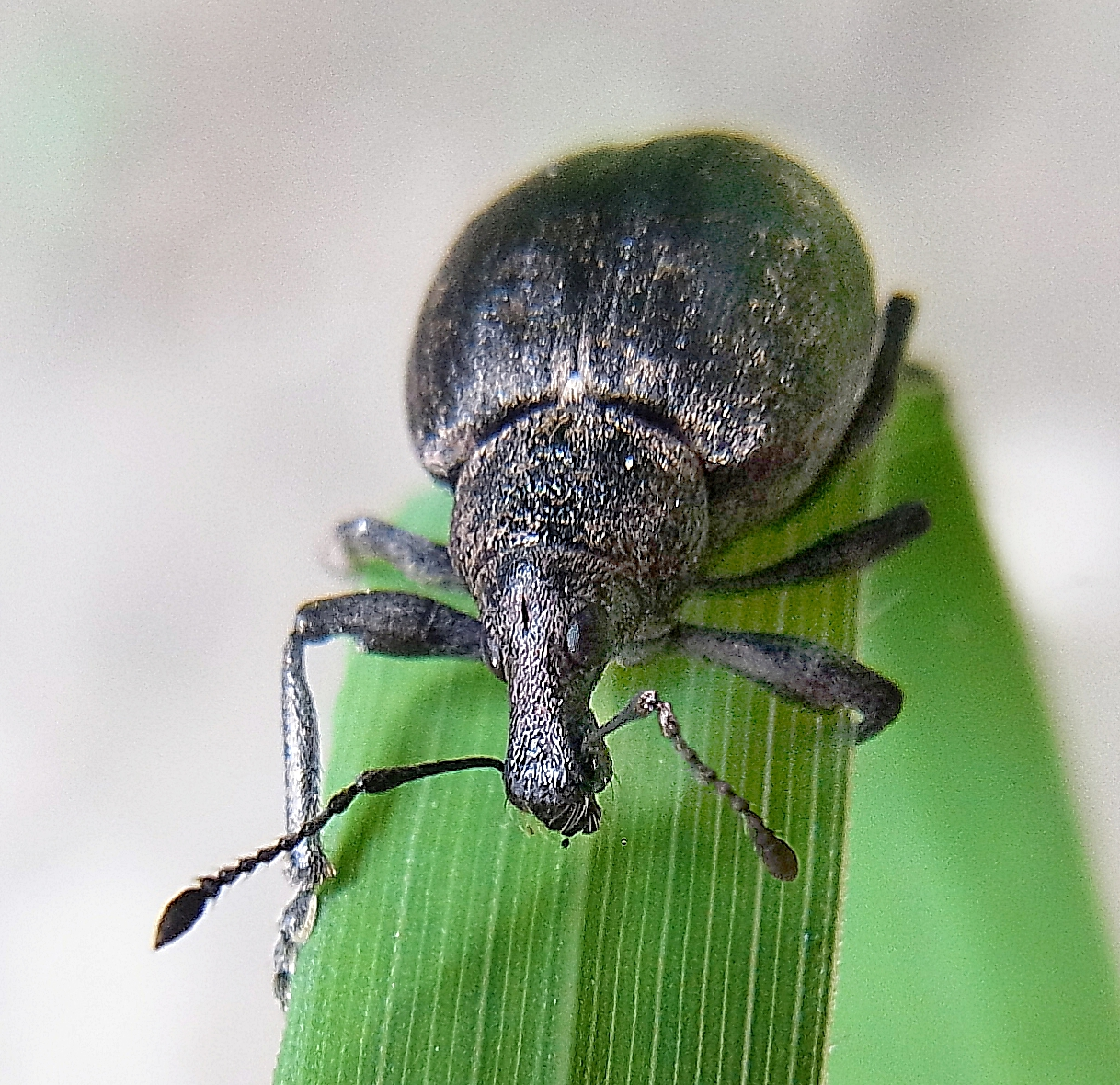

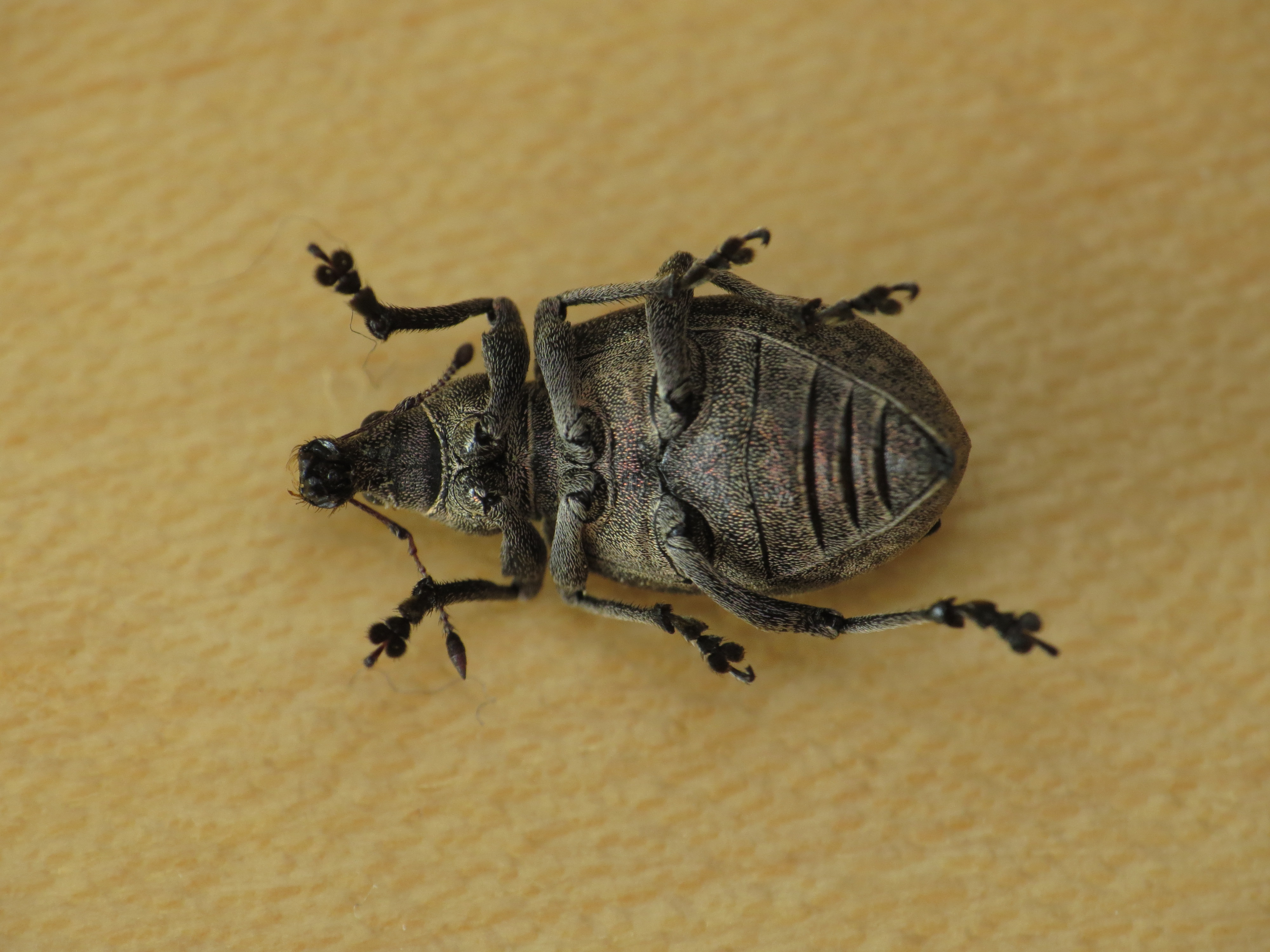
Pohled zespoda

Křovinář kostkovaný (lat. Liophloeus tessulatus) je brouk z čeledi nosatcovitých (Curculionidae).

## Popis
Podsadití, silně zakřivení brouci mají délku 7 až 11 milimetrů. Jejich tělo je pokryto světle šedými, hnědými nebo měděnými šupinami. Liché prostory mezi elytra mají tmavé skvrny. Štít je trochu světlejší. Sosák je vpředu mírně rozšířen a má na horní straně tři kýly, které se sbíhají směrem dozadu. Přední a střední femur (stehno) mají malé zoubky. Štětiny na špičkách tibie (holeně) jsou černé.

## Rozšíření
Druh je rozšířen v Evropě. Na severu výskyt zasahuje do jižního Norska, středního Švédska a jižního Finska. Druh je také zastoupen na Britských ostrovech a je někdy běžný. Ve střední Evropě je jedním ze dvou zástupců rodu mimo Liophloeus lentus.

## Způsob života
Převážně noční brouci jsou obvykle pozorováni od dubna do poloviny července. Brouk preferuje chladnější, vlhká stanoviště. Vyskytují se zejména na břečťanu (Hedera) a podbělu, ale také na pcháči plazivém, kerblíku lučním a bolševníku. Larvy se vyvíjejí na kořenech těchto rostlin. Vývoj brouka trvá dva roky. Druh se většinou rozmnožuje partenogeneticky, na horách může být rozmnožování i oboupohlavné.

## Taxonomie
Druh byl pojmenován Curculio tessulatus v roce 1776 Otto Friedrichem Müllerem, kdy byl vědecky popsán. Kromě tohoto označení lze v literatuře nalézt toto synonynum:
- Liophloeus schmidti, (Boheman, 1824)